# 폰텔란돌포
폰텔란돌포(이탈리아어: Pontelandolfo)는 이탈리아 캄파니아주 베네벤토도의 코무네다.